# Bernadette Leopold

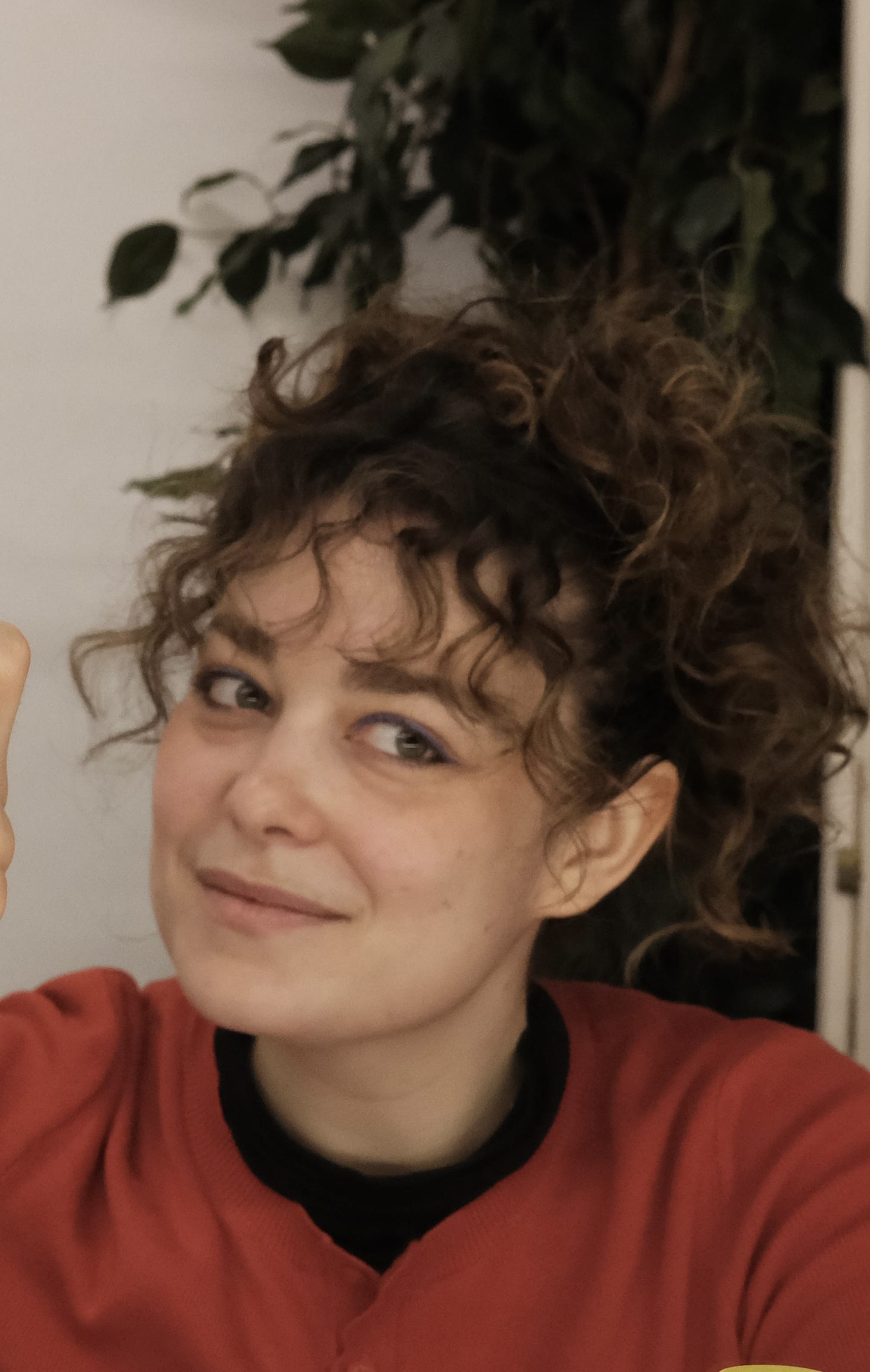
Bernadette Leopold, 2025

Bernadette Regina Leopold (* 11. April 1997 in Starnberg) ist eine deutsche Schauspielerin. Sie ist unter anderem als Nadine im Fernsehfilm Seeland – Ein Krimi vom Bodensee oder als Bayerische Weißwurstkönigin Sina im Tatort: Königinnen bekannt.

## Leben und Werdegang
Bernadette Leopold wurde als Tochter einer Kieferorthopädin und eines Kieferorthopäden in Starnberg geboren, wo sie auch in die Schule ging und später am Landschulheim Kempfenhausen ihr Abitur machte. Danach begann sie ein Kommunikationsdesign-Studium in Würzburg und arbeitete unter anderem für Produktionen des Tatort München hinter der Kamera als Ausstatterin. Nach einem erfolgreichen Casting am Residenztheater spielte sie drei Jahre die Rolle Ratte im Jugendstück mehr schwarz als lila, basierend auf dem gleichnamigen Roman von Lena Gorelik, unter Regie von Daniela Kranz. Zudem fing sie 2021 an der Akademie für Darstellende Kunst Bayern in Regensburg an, Schauspiel zu studieren. Im Jahr 2022 gelang ihr die Aufnahmeprüfung am Max-Reinhardt-Seminar in Wien.
Sie ist die mittlere von drei Schwestern.

## Filmografie (Auswahl)
- 2020: Watzmann ermittelt
- 2021: Aktenzeichen XY
- 2021: Morden im Norden – Gestohlenes Glück
- 2022: Seeland – Kurswechsel
- 2022: Tatort München: Königinnen
- 2023: SOKO Linz – Durch die Nacht
- 2024: Neue Geschichten vom Pumuckl – Staffel 2

## Theater (Auswahl)
- 2022: Richard III von William Shakespeare, Frank Günther – Herzogin von York. Akademietheater Regensburg. Regie: Katharina Künstler
- 2022: Der Zauberer von Oz von Wolfgang Welter – Doro. Akademietheater Regensburg. Regie: Bettina Schöneberger
- 2023: Mehr schwarz als lila von Lena Gorelik – Ratte. Residenztheater München. Regie: Daniela Kranz
- 2023: In Gesellschaft von George Furth, Stephen Sondheim – Stefan, Inga, David, Cecile. Max-Reinhardt-Seminar. Regie: Jakob Leanda Wernisch
- 2023: Das dreißigste Jahr von Ingeborg Bachmann – Er. Schlosstheater Schönbrunn. Regie: Florian Thiel
- 2024: Donna x Machina von Lukas Schöppl – Donna. Max-Reinhardt-Seminar. Regie: Lukas Schöppl
- 2024: Radames von Peter Eötvös – Regieassistentin. Institut für Gesang und Musiktheater. Regie: Elena Artisi
- 2025: Bent Boys Boi Band von Jakob Leanda Wernisch – Hecke. Max-Reinhardt-Seminar. Regie: Jakob Leanda Wernisch